# Мвани
Мвани (Ibo, Kimwani, Muane, Mwane, Mwani, Quimuane) — язык, на котором говорят на находящимся на расстоянии от берега архипелаге Керимба; на побережье провинции Кабу-Делгаду, к северу от городов Пемба, от Аримба до Пальма, Ибо и Мачимбоа-да-Прая, в Мозамбике. Имеет диалекты вибо (кивибо), кисанга (кикисанга, киссанга), нкоджо (кинкоджо) и нсимбва (кинсимбва), из которых вибо является престижным диалектом. Также носители мвани используют португальский язык (официальный язык Мозамбика), суахили и макуа (макхува).

## Название
Кимвани — слово кимвани для языка кимвани, также использующееся и в английском языке. «Ki-» — префикс, который присоединяется к имени существительному класса существительных, которое включает в себя языки. Мвани означает «народ от побережья», а кимвани относится к «языку (ки)мвани» или к «языку народа от побережья».

## Письменность
Используется алфавит на латинской основе: A a, B b, C c, D d, E e, F f, G g, H h, I i, J j, K k, L l, M m, N n, Ng' ng' Ny ny, O o, P p, R r, S s, Sh sh, T t, U u, V v, W w, Y y, Z z.